# Schweizer Parlamentswahlen 1908/Resultate Nationalratswahlen

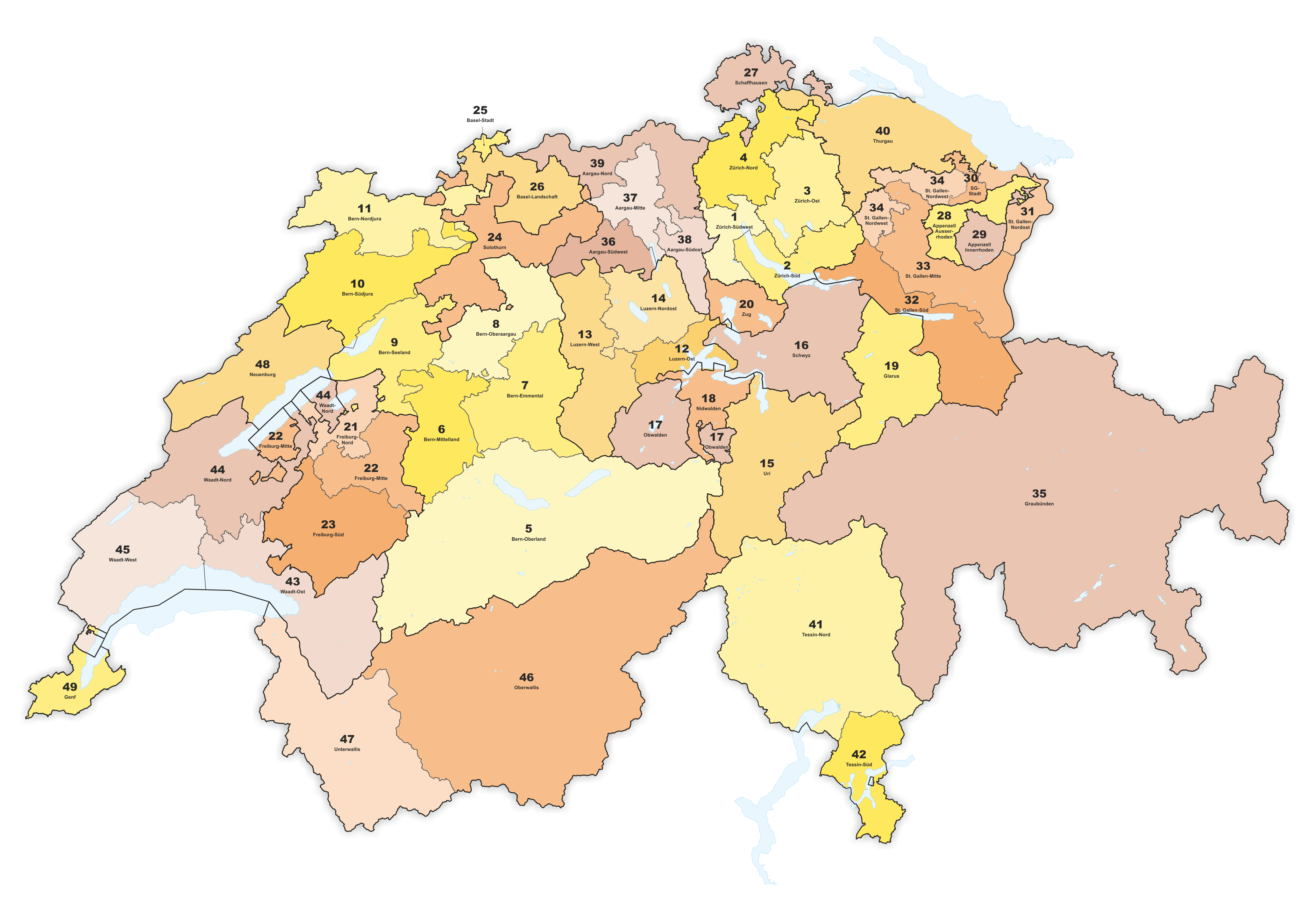
Nationalratswahlkreise von 1902 bis 1911

Die Nationalratswahlen der 21. Legislaturperiode fanden am 29. Oktober 1908 statt. Neu zu besetzen waren 167 Sitze im schweizerischen Nationalrat. Auf dieser Seite findet sich eine Übersicht über die detaillierten Resultate in den Kantonen.

## Erklärungen
Wie bei allen Wahlen vor der Einführung des heute üblichen Proporzwahlrechts im Jahr 1919 gelangte das Majorzwahlrecht zur Anwendung. Das Land war zu diesem Zweck in 49 unterschiedlich grosse Nationalratswahlkreise unterteilt, in denen ein bis neun Sitze zu vergeben waren. Angewendet wurde die so genannte romanische Mehrheitswahl, bei der ein Kandidat die absolute Mehrheit der abgegebenen Stimmen benötigte, um gewählt zu werden. Jeder Wähler hatte so viele Stimmen, wie Sitze zu vergeben waren.
- Wahlkreis: Die Wahlkreise waren fortlaufend nummeriert, geordnet nach der Reihenfolge der Kantone in der schweizerischen Bundesverfassung. Aufgrund der wechselnden Anzahl Wahlkreise im Laufe der Jahre erhielten manche mehrmals eine neue Nummer. Deshalb besitzen die weiterführenden Artikel ein Lemma mit einer inoffiziellen geographischen Bezeichnung.
- Gewählte Kandidaten sind fett markiert, nicht gewählte Kandidaten sind kursiv markiert

## Parteien
Eine Zuordnung von Kandidaten zu Parteien und politischen Gruppierungen ist (mit Ausnahme der Freisinnigen und Sozialdemokraten) nur bedingt möglich, da sie nicht auf offiziellen Parteilisten kandidierten. Der politischen Wirklichkeit des frühen 20. Jahrhunderts entsprechend kann man eher von Parteiströmungen oder -richtungen sprechen. Die verwendeten Parteibezeichnungen sind daher eine ideologische Einschätzung.
- FDP = Freisinnig-Demokratische Partei
- LM = Liberale Mitte (Liberale, Liberaldemokraten)
- KK = Katholisch-Konservative
- ER = Evangelische Rechte (evangelische/reformierte Konservative)
- DL = Demokratische Linke (sozialpolitische Gruppe, Demokratische Partei)
- SP = Sozialdemokratische Partei
- BVP = Bernische Volkspartei
- RP = Rheinkreispartei (linke FDP-Dissidenten)

## Ergebnisse der Nationalratswahlen

### Kanton Aargau (10 Sitze)
| Wahlkreis | Sitze | Datum                          | Wahlbe- rechtigte | Anzahl Wählende | Wahlbe- teiligung | Gewählte und Nichtgewählte                                                                | Partei             | Stimmen                             | Anteil                                    |
| --------- | ----- | ------------------------------ | ----------------- | --------------- | ----------------- | ----------------------------------------------------------------------------------------- | ------------------ | ----------------------------------- | ----------------------------------------- |
| Nr. 36    | 3     | 25. Oktober 1908               | 12 203            | 10 268          | 84,1 %            | Johann Rudolf Suter Arnold Künzli Alwin Weber Jakob Lüthy Otto Suter                      | FDP FDP SP         | 8 742 8 686 4 356 2 787 2 328       | 89,6 % 89,0 % 44,6 % 28,5 % 23,9 %        |
| Nr. 36    | 3     | 8. November 1908 (2. Wahlgang) | 12 199            | 10 271          | 84,2 %            | Alwin Weber Otto Suter                                                                    | FDP SP             | 5 966 3 382                         | 61,5 % 34,8 %                             |
| Nr. 37    | 3     | 25. Oktober 1908               | 13 671            | 11 157          | 81,6 %            | Hans Müri Conradin Zschokke Max Alphonse Erismann Hans Müller                             | FDP FDP SP         | 8 123 7 990 6 434 1 910             | 84,1 % 82,7 % 66,6 % 19,8 %               |
| Nr. 38    | 1     | 25. Oktober 1908               | 6 050             | 4 242           | 70,1 %            | Jakob Nietlispach                                                                         | KK                 | 3 356                               | 91,6 %                                    |
| Nr. 39    | 3     | 25. Oktober 1908               | 16 611            | 14 677          | 88,3 %            | Franz Xaver Eggspühler Alfred Wyrsch Friedrich Brunner Josef Jäger Hans Müri Arnold Doser | KK KK FDP RP SP RP | 8 762 8 425 8 344 5 335 5 177 4 089 | 62,0 % 59,6 % 59,0 % 37,7 % 36,6 % 28,9 % |

### Kanton Appenzell Ausserrhoden (3 Sitze)
| Wahlkreis | Sitze | Datum            | Wahlbe- rechtigte | Anzahl Wählende | Wahlbe- teiligung | Gewählte und Nichtgewählte                                                       | Partei         | Stimmen                       | Anteil                             |
| --------- | ----- | ---------------- | ----------------- | --------------- | ----------------- | -------------------------------------------------------------------------------- | -------------- | ----------------------------- | ---------------------------------- |
| Nr. 28    | 3     | 25. Oktober 1908 | 13 706            | 9 558           | 69,7 %            | Arthur Eugster Hermann Altherr Howard Eugster Johannes Eisenhut Johannes Baumann | FDP FDP SP FDP | 7 744 7 411 4 944 2 385 2 252 | 85,7 % 82,0 % 54,7 % 26,4 % 24,9 % |

### Kanton Appenzell Innerrhoden (1 Sitz)
| Wahlkreis | Sitze | Datum            | Wahlbe- rechtigte | Anzahl Wählende | Wahlbe- teiligung | Gewählte und Nichtgewählte | Partei | Stimmen | Anteil |
| --------- | ----- | ---------------- | ----------------- | --------------- | ----------------- | -------------------------- | ------ | ------- | ------ |
| Nr. 29    | 1     | 25. Oktober 1908 | 2 936             | 2 219           | 75,5 %            | Adolf Steuble              | KK     | 1 784   | 87,2 % |

### Kanton Basel-Landschaft (3 Sitze)
| Wahlkreis | Sitze | Datum            | Wahlbe- rechtigte | Anzahl Wählende | Wahlbe- teiligung | Gewählte und Nichtgewählte                  | Partei | Stimmen           | Anteil               |
| --------- | ----- | ---------------- | ----------------- | --------------- | ----------------- | ------------------------------------------- | ------ | ----------------- | -------------------- |
| Nr. 26    | 3     | 25. Oktober 1908 | 15 264            | 4 728           | 31,0 %            | Albert Schwander Jakob Buser Johannes Suter | DL FDP | 4 174 3 961 3 724 | 91,6 % 87,0 % 81,8 % |

### Kanton Basel-Stadt (6 Sitze)
| Wahlkreis | Sitze | Datum                          | Wahlbe- rechtigte | Anzahl Wählende | Wahlbe- teiligung | Gewählte und Nichtgewählte | Partei              | Stimmen                                         | Anteil                                                  |
| --------- | ----- | ------------------------------ | ----------------- | --------------- | ----------------- | --- | ------------------- | ----------------------------------------------- | ------------------------------------------------------- |
| Nr. 25    | 6     | 25. Oktober 1908               | 21 346            | 10 133          | 47,5 %            | Alfred Brüstlein Paul Speiser Johannes Frei Isaak Iselin-Sarasin Emil Göttisheim Christian Rothenberger Johann Emil Müry Rudolf Gelpke | SP LM SP LM FDP LM  | 5 017 4 230 4 077 3 959 3 721 3 521 3 515 3 472 | 49,8 % 42,0 % 40,5 % 39,3 % 37,0 % 35,0 % 34,9 % 34,5 % |
| Nr. 25    | 6     | 1. November 1908 (2. Wahlgang) | 21 347            | 11 129          | 52,1 %            | Alfred Brüstlein Paul Speiser Isaak Iselin-Sarasin Emil Göttisheim Christian Rothenberger Johann Emil Müry Johannes Frei Rudolf Gelpke | SP LM FDP SP sonst. | 7 837 5 962 5 800 5 581 5 314 5 189 4 646 1 869 | 70,4 % 53,6 % 52,1 % 50,1 % 47,7 % 46,6 % 41,7 % 16,8 % |

### Kanton Bern (29 Sitze)
| Wahlkreis | Sitze | Datum                           | Wahlbe- rechtigte | Anzahl Wählende | Wahlbe- teiligung | Gewählte und Nichtgewählte                                                                                        | Partei             | Stimmen                                                 | Anteil                                                  |
| --------- | ----- | ------------------------------- | ----------------- | --------------- | ----------------- | --- | ------------------ | ------------------------------------------------------- | ------------------------------------------------------- |
| Nr. 5     | 5     | 25. Oktober 1908                | 26 049            | 9 962           | 38,2 %            | Emil Lohner Arnold Gottlieb Bühler Johann Friedrich Michel Johann Jakob Rebmann Johannes Ritschard Samuel Scherz  | FDP FDP SP         | 08 353 08 324 07 580 07 176 06 672 03 572               | 83,8 % 83,5 % 76,1 % 72,0 % 67,0 % 35,8 %               |
| Nr. 6     | 6     | 25. Oktober 1908                | 30 955            | 13 552          | 43,8 %            | Johann Hirter Johann Jenny Eugen Huber Gustav König Ernst Wyss Jakob Scheidegger Gustav Müller Oskar Schneeberger | FDP FDP ER FDP SP  | 11 768 11 635 11 579 11 441 07 857 06 940 06 107 05 104 | 86,8 % 85,8 % 85,4 % 84,4 % 58,0 % 51,2 % 45,1 % 37,6 % |
| Nr. 7     | 4     | 25. Oktober 1908                | 18 086            | 3 221           | 17,8 %            | Fritz Zumstein Fritz Bühlmann Adolf Müller Johann Jakob Schär                                                     | FDP FDP            | 03 068 03 032 03 023 03 022                             | 95,2 % 94,1 % 93,8 % 93,8 %                             |
| Nr. 8     | 4     | 25. Oktober 1908                | 20 162            | 9 409           | 46,7 %            | Arnold Gugelmann Michael Hofer Friedrich Buri August Rikli Adolf Roth Hugo Dürrenmatt                             | FDP FDP SP FDP BVP | 07 177 07 037 06 945 04 209 03 395 02 065               | 76,3 % 74,8 % 73,8 % 44,7 % 36,1 % 22,0 %               |
| Nr. 8     | 4     | 8. November 1908 (2. Wahlgang)  | 20 162            | 9 409           | 46,7 %            | August Rikli Adolf Roth                                                                                           | SP FDP             | 05 314 04 935                                           | 51,4 % 47,7 %                                           |
| Nr. 9     | 4     | 25. Oktober 1908                | 19 646            | 10 198          | 51,9 %            | Jakob Freiburghaus Johannes Zimmermann Eduard Will Alfred Moll Gottfried Reimann                                  | FDP FDP SP         | 08 195 08 166 08 067 06 214 03 951                      | 80,3 % 80,1 % 79,1 % 60,9 % 38,7 %                      |
| Nr. 10    | 3     | 25. Oktober 1908                | 13 648            | 4 744           | 34,8 %            | Virgile Rossel Albert Gobat Albert Locher Émile Ryser Xavier Jobin                                                | FDP FDP SP KK      | 03 408 03 343 03 300 01 486 01 316                      | 71,8 % 70,5 % 69,5 % 31,3 % 27,7 %                      |
| Nr. 11    | 3     | 25. Oktober 1908                | 11 338            | 5 370           | 47,4 %            | Joseph Choquard Ernest Daucourt Henri Simonin Valentin Schmidlin                                                  | KK KK FDP SP       | 03 338 03 184 02 657 00 341                             | 62,2 % 59,3 % 49,5 % 06,3 %                             |
| Nr. 11    | 3     | 15. November 1908 (2. Wahlgang) | 11 352            | 3 428           | 30,2 %            | Henri Simonin | FDP                | 3 331                                                   | 97,2 %                                                  |

### Kanton Freiburg (6 Sitze)
| Wahlkreis | Sitze | Datum            | Wahlbe- rechtigte | Anzahl Wählende | Wahlbe- teiligung | Gewählte und Nichtgewählte                         | Partei    | Stimmen           | Anteil               |
| --------- | ----- | ---------------- | ----------------- | --------------- | ----------------- | -------------------------------------------------- | --------- | ----------------- | -------------------- |
| Nr. 21    | 2     | 25. Oktober 1908 | 10 368            | 5 543           | 53,5 %            | Constant Dinichert Louis de Diesbach Isaac Fraisse | FDP KK SP | 4 352 3 992 1 352 | 79,8 % 73,2 % 24,8 % |
| Nr. 22    | 2     | 25. Oktober 1908 | 10 305            | 3 394           | 32,9 %            | Max de Diesbach Charles de Wuilleret               | KK KK     | 3 234 3 164       | 97,0 % 95,0 %        |
| Nr. 23    | 2     | 25. Oktober 1908 | 11 626            | 4 085           | 35,1 %            | Eugène Grand Alphonse Théraulaz                    | KK KK     | 3 832 3 826       | 95,8 % 95,6 %        |

### Kanton Genf (7 Sitze)
| Wahlkreis | Sitze | Datum                          | Wahlbe- rechtigte | Anzahl Wählende | Wahlbe- teiligung | Gewählte und Nichtgewählte | Partei                             | Stimmen                                                                             | Anteil                                                                                            |
| --------- | ----- | ------------------------------ | ----------------- | --------------- | ----------------- | --- | ---------------------------------- | ----------------------------------------------------------------------------------- | ------------------------------------------------------------------------------------------------- |
| Nr. 49    | 7     | 25. Oktober 1908               | 26 897            | 11 543          | 42,9 %            | François Besson Henri Fazy Théodore Turrettini Gustave Ador Jacques Rutty Alfred Georg Jules Perréard Marc-Eugène Ritzchel Marc-Joseph Bonnet Jean-Frédéric Schäfer Louis Willemin Léon Favre Jean Rutishauser Alexandre Triquet | FDP FDP LM FDP LM SP FDP LM sonst. | 9 572 9 208 8 891 8 780 5 988 5 654 5 463 5 236 4 446 4 257 1 475 1 424 0 972 0 751 | 83,0 % 79,8 % 77,1 % 76,1 % 52,0 % 49,0 % 47,3 % 45,4 % 38,5 % 36,9 % 12,8 % 12,3 % 08,5 % 06,5 % |
| Nr. 49    | 7     | 8. November 1908 (2. Wahlgang) | 26 950            | 10 828          | 40,2 %            | Alfred Georg Jules-François Perréard Marc-Joseph Bonnet Jean-Frédéric Schäfer | LM FDP LM SP                       | 6 422 5 578 4 920 3 962                                                             | 59,3 % 51,5 % 45,4 % 36,6 %                                                                       |

### Kanton Glarus (2 Sitze)
| Wahlkreis | Anzahl Sitze | Datum            | Wahlbe- rechtigte | Anzahl Wählende | Wahlbe- teiligung | Gewählte und Nichtgewählte | Partei | Stimmen     | Anteil        |
| --------- | ------------ | ---------------- | ----------------- | --------------- | ----------------- | -------------------------- | ------ | ----------- | ------------- |
| Nr. 19    | 2            | 25. Oktober 1908 | 8 293             | 4 747           | 57,2 %            | Eduard Blumer David Legler | DL DL  | 3 958 3 616 | 95,3 % 87,0 % |

### Kanton Graubünden (5 Sitze)
| Wahlkreis | Sitze | Datum            | Wahlbe- rechtigte | Anzahl Wählende | Wahlbe- teiligung | Gewählte und Nichtgewählte                                                       | Partei    | Stimmen                            | Anteil                             |
| --------- | ----- | ---------------- | ----------------- | --------------- | ----------------- | -------------------------------------------------------------------------------- | --------- | ---------------------------------- | ---------------------------------- |
| Nr. 35    | 5     | 25. Oktober 1908 | 24 835            | 13 174          | 53,0 %            | Johann Schmid Alfred von Planta Johann Anton Caflisch Eduard Walser Andrea Vital | KK LM FDP | 11 040 10 866 10 858 10 818 10 608 | 93,7 % 92,2 % 92,2 % 91,8 % 90,0 % |

### Kanton Luzern (7 Sitze)
| Wahlkreis | Sitze | Datum            | Wahlbe- rechtigte | Anzahl Wählende | Wahlbe- teiligung | Gewählte und Nichtgewählte              | Partei  | Stimmen           | Anteil               |
| --------- | ----- | ---------------- | ----------------- | --------------- | ----------------- | --------------------------------------- | ------- | ----------------- | -------------------- |
| Nr. 12    | 3     | 25. Oktober 1908 | 14 214            | 5 083           | 35,8 %            | Peter Knüsel Otto Sidler Hermann Heller | FDP FDP | 3 500 3 432 3 343 | 93,7 % 91,8 % 89,5 % |
| Nr. 13    | 2     | 25. Oktober 1908 | 11 081            | 2 911           | 26,8 %            | Josef Anton Balmer Candid Hochstrasser  | KK KK   | 2 669 2 651       | 98,0 % 97,3 %        |
| Nr. 14    | 2     | 25. Oktober 1908 | 12 888            | 3 370           | 26,2 %            | Heinrich Walther Dominik Fellmann       | KK KK   | 2 962 2 924       | 99,0 % 97,7 %        |

### Kanton Neuenburg (6 Sitze)
| Wahlkreis | Sitze | Datum            | Wahlbe- rechtigte | Anzahl Wählende | Wahlbe- teiligung | Gewählte und Nichtgewählte                                                                                          | Partei        | Stimmen                                   | Anteil                                           |
| --------- | ----- | ---------------- | ----------------- | --------------- | ----------------- | --- | ------------- | ----------------------------------------- | ------------------------------------------------ |
| Nr. 48    | 6     | 25. Oktober 1908 | 31 760            | 10 400          | 32,8 %            | Louis Perrier Paul-Ernest Mosimann Louis-Alexandre Martin Jules-Albert Piguet Henri Calame Jules Calame Numa Robert | FDP FDP LM SP | 7 719 7 654 7 619 7 611 7 360 7 204 2 565 | 74,5 % 73,8 % 73,5 % 73,4 % 71,0 % 69,5 % 24,7 % |

### Kanton Nidwalden (1 Sitz)
| Wahlkreis | Sitze | Datum            | Wahlbe- rechtigte | Anzahl Wählende | Wahlbe- teiligung | Gewählte und Nichtgewählte | Partei | Stimmen | Anteil |
| --------- | ----- | ---------------- | ----------------- | --------------- | ----------------- | -------------------------- | ------ | ------- | ------ |
| Nr. 18    | 1     | 25. Oktober 1908 | 3 203             | 787             | 24,6 %            | Karl Niederberger          | KK     | 713     | 96,1 % |

### Kanton Obwalden (1 Sitz)
| Wahlkreis | Anzahl Sitze | Datum            | Wahlbe- rechtigte | Anzahl Wählende | Wahlbe- teiligung | Gewählte und Nichtgewählte | Partei | Stimmen | Anteil |
| --------- | ------------ | ---------------- | ----------------- | --------------- | ----------------- | -------------------------- | ------ | ------- | ------ |
| Nr. 17    | 1            | 25. Oktober 1908 | 4 147             | 1 427           | 34,4 %            | Peter Anton Ming           | KK     | 1 048   | 96,8 % |

### Kanton Schaffhausen (2 Sitze)
| Wahlkreis | Sitze | Datum            | Wahlbe- rechtigte | Anzahl Wählende | Wahlbe- teiligung | Gewählte und Nichtgewählte   | Partei  | Stimmen     | Anteil        |
| --------- | ----- | ---------------- | ----------------- | --------------- | ----------------- | ---------------------------- | ------- | ----------- | ------------- |
| Nr. 27    | 2     | 25. Oktober 1908 | 9 059             | 7 252           | 80,0 %            | Carl Spahn Robert Grieshaber | FDP FDP | 4 864 4 835 | 95,5 % 95,0 % |

### Kanton Schwyz (3 Sitze)
| Wahlkreis | Sitze | Datum            | Wahlbe- rechtigte | Anzahl Wählende | Wahlbe- teiligung | Gewählte und Nichtgewählte                                                    | Partei        | Stimmen                 | Anteil                      |
| --------- | ----- | ---------------- | ----------------- | --------------- | ----------------- | ----------------------------------------------------------------------------- | ------------- | ----------------------- | --------------------------- |
| Nr. 16    | 3     | 25. Oktober 1908 | 13 674            | 8 457           | 61,8 %            | Josef Anton Ferdinand Büeler Kaspar Knobel Anton von Hettlingen Heinrich Wyss | KK FDP KK FDP | 7 151 6 805 4 438 3 644 | 87,1 % 83,0 % 54,2 % 44,4 % |

### Kanton Solothurn (5 Sitze)
| Wahlkreis | Sitze | Datum            | Wahlbe- rechtigte | Anzahl Wählende | Wahlbe- teiligung | Gewählte und Nichtgewählte                                                                                      | Partei        | Stimmen                                          | Anteil                                           |
| --------- | ----- | ---------------- | ----------------- | --------------- | ----------------- | --- | ------------- | ------------------------------------------------ | ------------------------------------------------ |
| Nr. 24    | 5     | 25. Oktober 1908 | 26 116            | 13 662          | 52,3 %            | Jakob Zimmermann Siegfried Hartmann Eduard Bally Max Studer Adrian von Arx sr. Robert Luterbacher Hans Affolter | FDP KK FDP SP | 11 763 11 643 08 700 08 233 07 962 04 670 04 140 | 87,5 % 86,6 % 64,7 % 61,2 % 59,2 % 34,7 % 30,8 % |

### Kanton St. Gallen (13 Sitze)
| Wahlkreis | Sitze | Datum            | Wahlbe- rechtigte | Anzahl Wählende | Wahlbe- teiligung | Gewählte und Nichtgewählte                                         | Partei        | Stimmen                     | Anteil                      |
| --------- | ----- | ---------------- | ----------------- | --------------- | ----------------- | ------------------------------------------------------------------ | ------------- | --------------------------- | --------------------------- |
| Nr. 30    | 3     | 25. Oktober 1908 | 13 907            | 12 047          | 86,8 %            | Karl Emil Wild J. A. Scherrer-Füllemann Albert Mächler Paul Brandt | FDP DL FDP SP | 10 910 10 299 06 055 05 520 | 93,0 % 87,8 % 51,6 % 47,0 % |
| Nr. 31    | 3     | 25. Oktober 1908 | 12 751            | 9 732           | 76,3 %            | Heinrich Scherrer Johann Gebhard Lutz Carl Zurburg                 | SP KK         | 06 095 05 908 05 848        | 87,7 % 85,0 % 84,1 %        |
| Nr. 32    | 2     | 25. Oktober 1908 | 10 192            | 7 230           | 70,9 %            | Johann Baptist Schubiger Emil Grünenfelder                         | KK KK         | 05 464 05 441               | 93,8 % 93,4 %               |
| Nr. 33    | 3     | 25. Oktober 1908 | 16 283            | 13 084          | 80,4 %            | Carl Hilty Ernst Wagner Robert Forrer Heinrich Otto Weber          | FDP FDP DL    | 11 775 11 701 07 633 04 635 | 95,2 % 94,6 % 61,7 % 37,5 % |
| Nr. 34    | 2     | 25. Oktober 1908 | 9 180             | 7 228           | 78,7 %            | Othmar Staub Thomas Holenstein sr.                                 | KK KK         | 05 501 05 428               | 92,7 % 91,5 %               |

### Kanton Tessin (7 Sitze)
| Wahlkreis | Sitze | Datum                          | Wahlbe- rechtigte | Anzahl Wählende | Wahlbe- teiligung | Gewählte und Nichtgewählte                                                                  | Partei            | Stimmen                             | Anteil                                    |
| --------- | ----- | ------------------------------ | ----------------- | --------------- | ----------------- | ------------------------------------------------------------------------------------------- | ----------------- | ----------------------------------- | ----------------------------------------- |
| Nr. 41    | 4     | 25. Oktober 1908               | 19 249            | 11 410          | 59,1 %            | Achille Borella Romeo Manzoni Francesco Vassalli Mario Ferri Giovanni Lurati Giovanni Polar | FDP FDP SP KK     | 6 703 6 672 6 005 5 889 5 292 5 087 | 59,1 % 58,8 % 53,0 % 52,0 % 46,6 % 44,8 % |
| Nr. 42    | 3     | 25. Oktober 1908               | 21 480            | 11 374          | 53,0 %            | Alfredo Pioda Giuseppe Stoffel Giuseppe Motta Francesco Balli Carlo Maggini Filippo Rusconi | FDP FDP KK LM FDP | 5 746 5 695 5 582 5 510 5 488 5 360 | 50,9 % 50,4 % 49,4 % 48,8 % 48,6 % 47,5 % |
| Nr. 42    | 3     | 8. November 1908 (2. Wahlgang) | 21 597            | 12 034          | 55,7 %            | Giuseppe Motta Carlo Maggini                                                                | KK FDP            | 5 964 5 958                         | 49,8 % 49,8 %                             |

### Kanton Thurgau (6 Sitze)
| Wahlkreis | Sitze | Datum            | Wahlbe- rechtigte | Anzahl Wählende | Wahlbe- teiligung | Gewählte und Nichtgewählte                                                                             | Partei           | Stimmen                                          | Anteil                                           |
| --------- | ----- | ---------------- | ----------------- | --------------- | ----------------- | --- | ---------------- | ------------------------------------------------ | ------------------------------------------------ |
| Nr. 40    | 6     | 25. Oktober 1908 | 27 596            | 22 800          | 82,6 %            | Emil Hofmann Heinrich Häberlin Carl Eigenmann Alfons von Streng Adolf Germann Jakob Müller Albert Senn | DL FDP KK FDP SP | 19 789 19 615 19 468 19 442 19 300 18 524 01 652 | 95,8 % 94,9 % 94,2 % 94,1 % 93,4 % 89,6 % 08,0 % |

### Kanton Uri (1 Sitz)
| Wahlkreis | Sitze | Datum            | Wahlbe- rechtigte | Anzahl Wählende | Wahlbe- teiligung | Gewählte und Nichtgewählte | Partei | Stimmen | Anteil |
| --------- | ----- | ---------------- | ----------------- | --------------- | ----------------- | -------------------------- | ------ | ------- | ------ |
| Nr. 15    | 1     | 25. Oktober 1908 | 4 938             | 1 791           | 36,3 %            | Gustav Muheim              | KK     | 1 563   | 93,6 % |

### Kanton Waadt (14 Sitze)
| Wahlkreis | Sitze | Datum            | Wahlbe- rechtigte | Anzahl Wählende | Wahlbe- teiligung | Gewählte und Nichtgewählte                                                                              | Partei               | Stimmen                             | Anteil                                           |
| --------- | ----- | ---------------- | ----------------- | --------------- | ----------------- | --- | -------------------- | ----------------------------------- | ------------------------------------------------ |
| Nr. 43    | 7     | 25. Oktober 1908 | 32 581            | 5 790           | 17,8 %            | Isaac Oyex Alois de Meuron Alphonse Dubuis Alexandre Emery Félix Bonjour Émile Gaudard Édouard Secretan | FDP LM FDP LM FDP LM | 5 513 5 468 5 430 5 365 5 359 5 343 | 96,7 % 96,0 % 96,0 % 95,3 % 94,1 % 94,0 % 93,7 % |
| Nr. 44    | 4     | 25. Oktober 1908 | 21 996            | 5 816           | 26,4 %            | Ernest Chuard Camille Decoppet Jules Roulet Jean Cavat                                                  | FDP FDP              | 5 602 5 553 5 471 5 395             | 97,4 % 96,5 % 95,1 % 93,7 %                      |
| Nr. 45    | 3     | 25. Oktober 1908 | 15 568            | 3 689           | 23,7 %            | Henri Thélin Juste Lagier Eugène Bugnon                                                                 | FDP FDP              | 3 564 3 519 3 505                   | 97,5 % 96,3 % 96,0 %                             |

### Kanton Wallis (6 Sitze)
| Wahlkreis | Sitze | Datum            | Wahlbe- rechtigte | Anzahl Wählende | Wahlbe- teiligung | Gewählte und Nichtgewählte                                                           | Partei | Stimmen                       | Anteil                             |
| --------- | ----- | ---------------- | ----------------- | --------------- | ----------------- | ------------------------------------------------------------------------------------ | ------ | ----------------------------- | ---------------------------------- |
| Nr. 46    | 4     | 25. Oktober 1908 | 18 066            | 8 710           | 48,2 %            | Alexander Seiler Joseph Kuntschen sr. Raymond Evéquoz Charles de Preux Adolf Imboden | KK KK  | 8 521 8 201 7 682 6 758 1 524 | 98,0 % 94,4 % 88,4 % 77,8 % 17,5 % |
| Nr. 47    | 2     | 25. Oktober 1908 | 12 201            | 4 909           | 40,2 %            | Eugène de Lavallaz Maurice Pellissier                                                | FDP KK | 4 166 4 088                   | 85,4 % 83,8 %                      |

### Kanton Zug (1 Sitz)
| Wahlkreis | Sitze | Datum            | Wahlbe- rechtigte | Anzahl Wählende | Wahlbe- teiligung | Gewählte und Nichtgewählte | Partei | Stimmen | Anteil |
| --------- | ----- | ---------------- | ----------------- | --------------- | ----------------- | -------------------------- | ------ | ------- | ------ |
| Nr. 20    | 1     | 25. Oktober 1908 | 6 475             | 1 044           | 16,1 %            | Klemens Iten               | FDP    | 925     | 93,3 % |

### Kanton Zürich (22 Sitze)
| Wahlkreis | Sitze | Datum                           | Wahlbe- rechtigte | Anzahl Wählende | Wahlbe- teiligung | Gewählte und Nichtgewählte | Partei                    | Stimmen | Anteil |
| --------- | ----- | ------------------------------- | ----------------- | --------------- | ----------------- | --- | ------------------------- | --- | --- |
| Nr. 1     | 9     | 25. Oktober 1908                | 44 230            | 35 474          | 80,2 %            | Jakob Lutz Emil Zürcher Friedrich Fritschi Alfred Frey Walter Bissegger Ulrich Meister jr. Albert Studler Theodor Frey Herman Greulich Robert Seidel Emil Klöti Friedrich Erismann Hans Wirz Karl Manz Oskar Schneeberger Emil Rieder Johannes Sigg Oskar Wettstein Johann Eggenberger Georg Baumberger | DL DL FDP SP DL sonst. KK | 17 873 17 866 17 503 17 463 17 454 17 194 17 137 17 119 16 004 15 705 15 427 15 317 14 226 14 178 14 079 13 842 13 443 13 391 04 973 02 045 | 52,6 % 52,6 % 51,5 % 51,4 % 51,4 % 50,6 % 50,4 % 50,4 % 47,1 % 46,2 % 45,4 % 45,1 % 41,9 % 41,7 % 41,4 % 40,7 % 39,6 % 39,4 % 14,6 % 06,0 % |
| Nr. 1     | 9     | 15. November 1908 (2. Wahlgang) | 44 435            | 19 552          | 44,0 %            | Herman Greulich | SP                        | 12 811 | 65,5 % |
| Nr. 2     | 5     | 25. Oktober 1908                | 23 760            | 14 782          | 62,2 %            | Johann Rudolf Amsler Johann Jakob Abegg Heinrich Hess Samuel Wanner Karl Koller Herman Greulich Hans Wirz | FDP LM DL FDP SP          | 09 674 09 644 09 579 09 474 09 330 03 940 03 633                                                                                            | 74,9 % 74,7 % 74,2 % 73,4 % 72,2 % 30,5 % 28,1 %                                                                                            |
| Nr. 3     | 5     | 25. Oktober 1908                | 24 392            | 18 975          | 77,8 %            | Friedrich Studer Rudolf Geilinger Friedrich Ottiker Emil Stadler sr. Eduard Sulzer Emil Walter | SP DL FDP SP              | 14 469 12 722 12 106 12 099 11 427 06 475                                                                                                   | 82,7 % 72,7 % 69,2 % 69,1 % 65,3 % 37,0 %                                                                                                   |
| Nr. 4     | 3     | 25. Oktober 1908                | 14 481            | 10 740          | 74,2 %            | Konrad Hörni Jakob Walder David Ringger Johannes Heusser Bernhard Kaufmann Heinrich Lattmann | DL DL SP                  | 06 704 06 607 06 562 01 510 01 487 01 442                                                                                                   | 79,4 % 78,3 % 77,7 % 17,9 % 17,6 % 17,1 %                                                                                                   |

## Ersatzwahlen bis 1911
Aufgrund von Vakanzen während der darauf folgenden 21. Legislaturperiode fanden in zehn Wahlkreisen zwölf Ersatzwahlen statt.
| Wahlkreis / Kanton | Ersatz für          | Datum                           | Wahlbe- rechtigte | Anzahl Wählende | Wahlbe- teiligung | Gewählte und Nichtgewählte                    | Partei    | Stimmen              | Anteil               |
| ------------------ | ------------------- | ------------------------------- | ----------------- | --------------- | ----------------- | --------------------------------------------- | --------- | -------------------- | -------------------- |
| Nr. 1 (ZH)         | Albert Studler      | 12. Juni 1910                   | 45 828            | 34 401          | 75,0 %            | Johann Jakob Hauser Johannes Sigg             | FDP SP    | 16 139 12 514        | 53,7 % 41,6 %        |
| Nr. 3 (ZH)         | Emil Stadler sr.    | 14. August 1910                 | 24 449            | 16 593          | 67,9 %            | Julius Gujer Emil Hardmeier Johannes Schenkel | FDP DL SP | 05 758 05 527 05 308 | 34,7 % 33,3 % 32,0 % |
| Nr. 3 (ZH)         | Emil Stadler sr.    | 9. September 1910 (2. Wahlgang) | 24 411            | 17 952          | 73,5 %            | Julius Gujer Johannes Schenkel                | FDP SP    | 08 714 07 835        | 48,5 % 43,6 %        |
| Nr. 3 (ZH)         | Rudolf Geilinger    | 5. März 1911                    | 24 576            | 15 127          | 61,6 %            | Hans Sträuli                                  | FDP       | 11 485               | 88,8 %               |
| Nr. 13 (LU)        | Candid Hochstrasser | 14. Februar 1909                | 11 072            | 2 992           | 27,0 %            | Anton Erni                                    | KK        | 02 988               | 99,9 %               |
| Nr. 16 (SZ)        | Kaspar Knobel       | 13. März 1910                   | 13 842            | 3 132           | 22,6 %            | Martin Steinegger                             | FDP       | 03 031               | 96,8 %               |
| Nr. 31 (SG)        | Johann Gebhard Lutz | 21. November 1909               | 12 978            | 10 791          | 83,1 %            | Johann Baptist Eisenring Friedrich Benz       | KK FDP    | 05 593 05 134        | 51,8 % 47,6 %        |
| Nr. 31 (SG)        | Heinrich Scherrer   | 6. August 1911                  | 13 475            | 7 704           | 57,2 %            | Heinrich Otto Weber Leonhard Kellenberger     | DL SP     | 04 391 02 836        | 57,0 % 36,8 %        |
| Nr. 33 (SG)        | Carl Hilty          | 30. November 1909               | 16 352            | 12 185          | 74,5 %            | Gallus Schwendener Eduard Steiger             | FDP DL    | 06 876 04 941        | 56,4 % 40,6 %        |
| Nr. 36 (AG)        | Arnold Künzli       | 27. Dezember 1908               | 12 240            | 10 322          | 84,3 %            | Hans Suter Otto Suter                         | FDP SP    | 05 525 03 757        | 53,5 % 36,4 %        |
| Nr. 42 (TI)        | Alfredo Pioda       | 5. Dezember 1909                | 21 521            | 3 257           | 15,1 %            | Evaristo Garbani-Nerini                       | FDP       | 02 977               | 91,4 %               |
| Nr. 43 (VD)        | Isaac Oyex          | 27. November 1910               | 33 161            | 3 813           | 11,5 %            | Charles-Eugène Fonjallaz                      | FDP       | 03 655               | 95,8 %               |
| Nr. 49 (GE)        | François Besson     | 27. Februar 1910                | 27 369            | 3 072           | 18,5 %            | Marc-Eugène Ritzchel                          | FDP       | 03 515               | 69,0 %               |

## Quelle
- Erich Gruner: Die Wahlen in den Schweizerischen Nationalrat 1848–1919. Band 3. Francke Verlag, Bern 1978, ISBN 3-7720-1445-3, S. 287–298.